# Grant-Leon Ranos
Grant-Leon Ranos (en arménien : Հրանտ-Լեոն Աղվանի Ռանոս), né le 20 juillet 2003 à Gehrden, est un footballeur international arménien qui joue au poste d'attaquant au FC Kaiserslautern, en prêt du Borussia Mönchengladbach.

## Biographie

### Carrière en club
Né à Gehrden en Allemagne, dans la banlieue de Hanovre,, Grant-Leon Ranos est formé par le Hanovre 96, passant ensuite une saison au Borussia Dortmund, pour finalement rejoindre le Bayern Munich en 2018,,. Il y commence sa carrière professionnelle en Regionalliga, avec l'équipe réserve lors de la saison 2021-2022,.
Pendant la saison 2022-2023 il s'illustre en étant parmi les buteurs les plus prolifiques de la Regionalliga Bayern, la ligue régionale qui fait partie de la quatrième division allemande, où joue la réserve du Bayern,,.

### Carrière en sélection
En mars 2023, Grant-Leon Ranos est convoqué pour la première fois avec l'équipe senior d'Arménie par le sélectionneur ukrainien Oleksandr Petrakov,,,.
Il honore sa première sélection le 28 mars 2023 lors d'un match amical contre Chypre. Il est titulaire et double buteur alors que la rencontre se termine sur un score de parité (2-2),.